# Hanna Öberg
Hanna Öberg (født 2. november 1995 i Kiruna, Sverige) er en svensk skiskytte, der har dyrket sporten siden 2005, og debuterede i World Cupen i november 2016. Öberg vandt Guld ved kvindernes klassiske 15 km disciplin ved Vinter-OL 2018. Öberg var desuden en del af det svenske stafethold der fik en tredje plads i World Cup'en i januar 2018 i Ruhpolding, Tyskland.
Hanna Öberg startede med at stå på ski allerede som to-årig, da hendes forældre også dyrkede skiskydning. Öbergs kæreste er den svenske skiskytte Martin Ponsiluoma.